# Nome vocatório
O nome vocatório é a forma abreviada de um nome pela qual o indivíduo é comumente conhecido.
No Supremo Tribunal Federal do Brasil é praxe os magistrados adotarem nome vocatório oficial, escolhendo apenas dois nomes pelos quais são conhecidos e que constam de suas decisões.